# Suceveni (gmina w okręgu Gałacz)
Sucuveni – gmina w Rumunii, w okręgu Gałacz. Obejmuje miejscowości Rogojeni i Sucuveni. W 2011 roku liczyła 1819 mieszkańców. 